# Ба, Исса (футболист, 2002)
Исса Ба (фр. Issa Bah; род. 5 июля, 2002) —  люксембургский футболист гвинейского происхождения, нападающий клуба «Венеция».

## Карьера
Играл в молодёжке клуба «Хамм Бенфика».

### «Прогрес»
В июле 2019 года перешёл в «Прогрес» из Нидеркорна. Сыграл за клуб в БГЛ-Лиге 19 октября 2019 года в матче с «Дифферданжем». В Кубке Люксембурга отметился забитым мячом в матче с «Келен».
Сыграл в квалификации Лиги Европы УЕФА в матче с «Кардифф Метрополитан». Забил мяч в домашней игре с «Корк Сити».

### «Венеция»
31 августа 2021 года был арендован в «Венецию», где играл за основную и молодёжную команды. Дебютировал в Серии А 23 апреля 2022 года в матче с «Аталантой».